# Ja ja nee nee
Ja ja nee nee is een lied van de Nederlandse band Goldband. Het werd in 2020 als single uitgebracht.

## Achtergrond
Ja ja nee nee is geschreven door Boaz Kok, Karel Gerlach, Milo Driessen en Wieger Hoogendorp en geproduceerd door Gerlach en Hoogendorp. Het is een lied dat kan worden ingedeeld in de genres disco en nederpop. In het lied zingen de artiesten over het begin van een relatie waarin een van de geliefden eerst twijfelen of ze wel met de ander willen zijn, maar uiteindelijk toegeeft. Kort nadat het nummer werd uitgebracht, was er online veel commentaar op het nummer, aangezien men vond alsof het nummer ging over het negeren van wederzijdse toestemming en dat het vrouwonvriendelijk was. Hierop kwam de band met een statement dat het nummer daar totaal niet over ging en het was gebaseerd op een echte relatie, iets wat zij zelf omschreven als: "een waargebeurd verhaal over de liefde van je leven vinden". Aangezien het nummer toch voor vele volgens de band een nare bijsmaak heeft opgeleverd, besloot de band het nummer niet op hun debuutalbum te zetten.
De videoclip van het nummer won in 2020 de Haagse Popprijs voor "Beste videoclip". De single heeft in Nederland de gouden status.
In 2022 vroeg de toenmalige vriendin van bandlid Boaz Kok hem ten huwelijk nadat de band het nummer ten gehore had gebracht. Dit deed zij door de vraag te stellen: "De vraag is: Zeg jij ja?". Kok zei daarna inderdaad het ja-woord.

## Hitnoteringen
Er waren geen noteringen in de hitlijsten in Nederland, maar de band had bescheiden succes met het lied in Vlaanderen. Hier bereikte het de negentiende plek in de Ultratip 100 van de Vlaamse Ultratop 50.